# Call com Cleo
Call com Cleo é uma websérie de comédia dramática brasileira criada por Amanda Azevedo, a primeira temporada estreou em 2020 no Instagram e YouTube.

## Premissa
Na série, a protagonista Cleo passa por um término de namoro na quarentena e tem que lidar com sua nova vida de solteira. A cada episódio, a personagem faz uma videochamada com uma pessoa diferente em uma divertida missão de se adaptar à sua nova fase. A história é contada através de monólogos dinâmicos e com linguagem jovem, levantando questionamentos sobre nosso comportamento em relação as redes sociais e sobre a quarentena no geral.

## Prêmios e indicações
A série ganhou destaque na web e foi indicada para festivais internacionais. Na categoria Melhor Websérie Vertical, Call com Cleo marcou presença no Rio Webfest e Seoul WebFest. Além disso, Amanda Azevedo ganhou menção honrosa por sua atuação no London International Monthly Film Festival. Para completar, a série foi indicada pelo festival Super9Mobile, em Portugal.